# Idaea brunnea
Idaea brunnea är en fjärilsart som beskrevs av Hans Reisser 1949. Idaea brunnea ingår i släktet Idaea och familjen mätare. Inga underarter finns listade i Catalogue of Life.